# Manataria anosia
Manataria anosia är en fjärilsart som beskrevs av Jean Baptiste Godart 1823. Manataria anosia ingår i släktet Manataria och familjen praktfjärilar. Inga underarter finns listade i Catalogue of Life.